# British American Tobacco
Бритиш американ тобако (енгл. British American Tobacco) је једна од водећих глобалних дуванских компанија, чије је седиште у Лондону у Уједињеном Краљевству.
Деоницама Бритиш американ тобакоа се тргује на Лондонској деоничкој берзи, где су члан индекса Футси 100, а америчке депозитарне признанице се котирају на Америчкој деоничкој берзи (Амекс). Тренутни (2009) генерални директор је Пол Адамс, а председавајући је Јан ду Плесис. Компанија је 2008. имала 53000 запослених, продају од 33,921 милијарди британских фунти, и нето зараду од 2,659 милијарди фунти.

## Историја
Компанија у постојећем облику вуче корене из 1902, када су се британска Империјал тобако компани и америчка Американ тобако компани договориле да оснују заједничко предузеће, Бритиш-американ тобако компани лтд. („британско-америчка дуванска компанија“). Компаније-родитељи су се договориле да не послују на домаћој територији друге компаније, те да тржне марке, извозне послове и филијале у иностранству региструју на заједничко предузеће. Председавајући компаније је постао Џејмс „Бак“ Дајк. Бритиш американ тобако је тако почео са послом у разним земљама, Канади, Кини, Немачкој, Јужној Африци, Новом Зеланду и Аустралији, али не и у Уједињеном Краљевству нити у Сједињеним Америчким Државама.
Американ тобако компани је продала свој удео у заједничкој компанији 1911. Империјал тобако је постепено смањивао свој број деоница, али је и последње интересе у компанији отуђио тек 1980.
Компаније групе су 1976. реогранизоване под новом холдинг компанијом, Би. Еј. Ти индастрис (B.A.T Industries). БАТ је 1994. преузео своју некадашњу компанију-родитеља, Американ тобако компани (мада је она у међувремену реогранизована кроз антитрастни поступак). Тако су у портфељ БАТ-ових брендову ушли Лаки страјк и Пал мал.
БАТ је 1999. купио Ротманс интернешенел, укључујући и удео у фабрици у Бурми. Ово је БАТ учинило метом критика од стране група за људска права, и компанија је 6. новембра 2003. продала фабрику након „изузетног захтева“ британске владе.
БАТ је 2003. купио Енте табаки италијани (ЕТИ), дотадашњу италијанску државну дуванску компанију. Ова важна трансакција је уздигла БАТ на другу позицију у Италији, другом по величини тржишту дувана у Европској унији.
У јануару 2007, БАТ је затворио последњу фабрику у Уједињеном Краљевству у Саутхемптону, задржавајући на то месту глобална истраживања и развој и извесне финансијске функције. Наредне 2008. године, БАТ је у Турској купио дуванску компанију Текел, до тада у државном власништву, а у јулу 2008. производњу цигарета и снуса у Скандинејвијен тобако компани.
У Србији, Бритиш американ тобако је 2003. године у процесу приватизације фирми до тада у државном власништву купио Дуванску индустрију Врање. Компанија се у Србији у новинским натписима често доводи у везу са контроверзним бизнисменом Станком Суботићем.
У извјештају који је објавила невладина организација 14. септембра 2021. године, невладина организација оптужује Бритисх Америцан Тобаццо да је подијелила више од 600.000 долара у облику готовине, аутомобила или донација за кампање на десетине политичара, законодаваца, државних службеника, новинара и запослени у конкурентним компанијама између 2008. и 2013. године.

## Брендови
Међу међународним брендовима цигарета Бритиш американ тобакоа су Данхил, Кент, Лаки страјк, Пал мал, Вог, Ротманс, Питер Стајвесант, Бенсон & Хеџиз, Винфилд, Џон Плејер, Стејт експрес 222, КУЛ и Вајсрој. Притом, Бритиш американ тобако нема нужно права на све ове брендове у свим државама у којима се они продају. БАТ назива Данхил, Кент, Лаки страјк и Пал мал својим „погонским брендовима“ и посвећује им посебну пажњу у свом планирању и финансијским извештајима.
Бритиш американ тобако је и власник великог броја локалних брендова, међу којима су и: Белмонт (Чиле и Венецуела), Џокеј клаб (Аргентина), Страдброук (Аустралија), Соуза Круз (Бразил), ди Морије (Канада), Принц (Данска), Норт стејт (Финска), Сопијане (Мађарска), Вилс (Индија), Ардат (Индонезија), Ха-Бе, Каролс, Гранд параде, Блек Ален (Немачка), Свит Афтон, Мејџор (Ирска), Бутс, Алас (Мексико), Голд лиф (Пакистан), Јан III Собјески (Пољска), Јава голд (Русија), Кортлеј (Јужна Африка), Паризијен (Швајцарска), Малтепе (Турска), Ксон (Узбекистан), Крејвен Еј (Канада, Вијетнам и Јамајка), као и БАТ снус.

## Друге операције
БАТ је током разних периода своје историје диверсификовао своје поље деловања. Одељак компаније за малопродају у САД, БАТУС ритејл груп, је током 1970-их купила Гимбелс, Колс, Сакс фифт авенју, као и Маршал филдс 1982. Компанија је 1979. купила и британски малопродајни ланац Аргос. Ове операције су касније продате. Колсове бакалнице су продате Еј енд пију 1983. БАТУС је 1986. продао Колсове робне куће и два одељка Маршал филдса, Кресент и Фредерик енд Нелсон, а исте године је затворио и Гимбелс, при чему су многе локације уклопљене у сестринску фирму Маршал филдс. Сам Маршал филдс је 1990. продат Дејтон Хадсон корпорацији (данас Таргет корпорација), Ајвис (још један одељак Марашл филдса) је продат Дилардсу, Сакс фифт авенју је продат Инвесткорпу, а Аргос је издвојен.
Група је била и значајна компанија у области финансијских услуга након куповина Игл стара 1984, Алајд данбара 1985. и Фармерс групе 1988. Око 1996, Бритиш американ тобако је спојио њихове финансијске операције у једну оперативну јединицу, Бритиш американ фајненшел сервисиз (БАФС). Овај одељак је продат и спојен са Цирих иншуранс компани 1988, чиме је настала Цирих фајненшел сервисиз груп.

## Мото трке и спонзорства
БАТ је једна од дуванских компанија чије је спонзорство значајно допринело успеху Формуле 1. БАТ је 1997. купио тим Тирел за око 30 милиона фунти. Тим се такмичио као Тирел још у сезони 1998, а затим је преименован у Бритиш американ рејсинг (БАР). БАТ је користио тим за рекламирање великих брендова, посебно Лаки страјка и Стејт експреса 555.
Изузетно високи трошкови какве носи спонзорисање тима у Формули 1 било је оправдано за БАТ као промотивни трошак обзиром да је, због закона донесених у борби против пушења, остало тако мало других могућности за промоцију брендова. Међутим, 2005. године је ступила на снагу директива Европске уније која је од националних влада захтевала да донесу законе којима би се спречило спонзорство од стране дуванских компанија. Каросерије аутомобила који се такмиче на стазама ван јурисдикције ЕУ могу у неким случајевима и даље да промовишу дуванске брендове, али је ових могућности све мање како се шире све строжи закони против пушења.
БАР је 2004. саопштио да је њихов технолошки партнер, јапанска ауто-компанија Хонда, купио удео од 45%, а у септембру 2005. је саопштено да ће овај удео бити подигнут на 55%. Тим се 2006. тркао као Хонда Ф1 рејсинг тим, што је била последња година спонзорства Лаки страјка и БАТ се оглашавао у само неколико трка. Све везе између БАТ и тркачког тима су раскинуте 2007. Хонда се из економских разлога повукла из Формуле 1 у децембру 2008.
Бритиш американ тобако је један од спонзора Лондонског симфонијског оркестра.